# Свиноуйсьце-Варшув
Свиноуйсьце-Варшув (пол. Świnoujście Warszów) — остановочный пункт в городе Свиноуйсьце (в районе Варшув), в Западно-Поморском воеводстве Польши. Имеет 1 платформу и 1 путь.
Присутствующий остановочный пункт Свиноуйсьце-Варшув на железнодорожной линии Щецин — Свиноуйсьце был построен в 1972 году под названием «Свиноуйсьце-Одра». Нынешнее название присвоено с июня 2013 года.